# ديداخي
الديداخي أو الديداكية اوالديداكي (باليونانية: Διδαχή؛ أي تعليم) اسم رسالة مسيحية مبكرة ينسبها معظم العلماء لآخر القرن الأول أو أول الثاني تحوي تعاليم للمجتمعات المسيحية. يحوي النص ثلاثة أقسام هي دروس مسيحية وشعائر دينية مثل التعميد وتنظيم الكنيسة. اعتبرها بعض آباء الكنيسة من العهد الجديد لكن آخرون رفضوها كرسالة مزورة أو غير قانونية. لم تقبل في النهاية في العهد الجديد ما عدا الكنيسة الأرثوذكسية الأثيوبية. وقبلتها الكنيسة الأرثوذكسية والكنيسة الرومانية الكاثوليكية كجزء من مجموعة الآباء الرسوليين.

## الاكتشاف

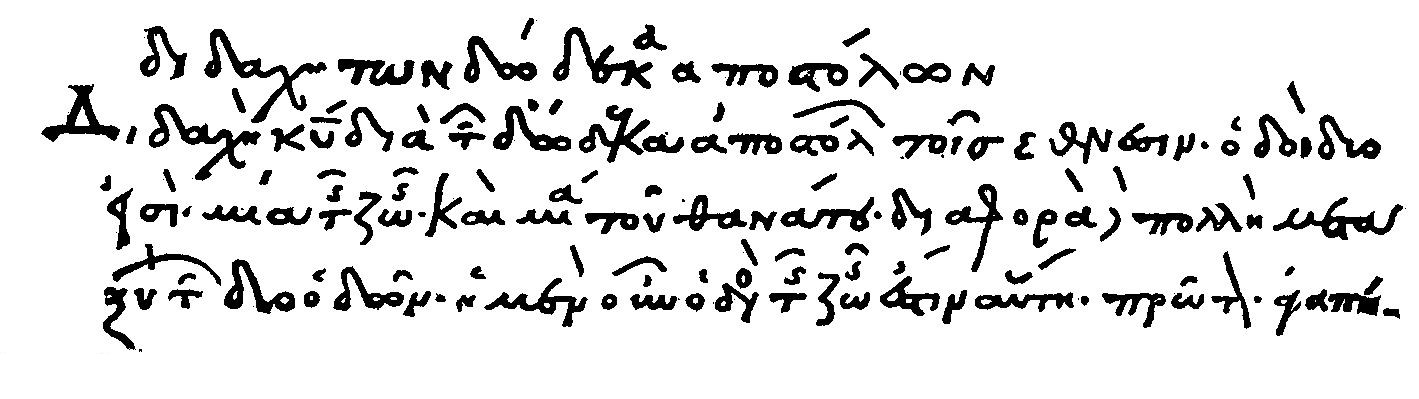
عنوان الديداخي في المخطوطة المكتشفة في عام 1873.

بعد الاعتقاد بأنها كتاب ضائع اكتشفها قس يوناني سنة 1873 في مخطوطة هيروسوليميتانوس المكتوبة في 1053. طبعها بعد عشر سنوات وبعدها بوقت قصير اكتشفت مخطوطة لاتينية تحوي ترجمة القسم الأول منها. وجدت أيضا ترجمة لاتينية للمقاطع الخمسة الأولى في 1900 واكتشفت أيضا ترجمات إثيوبية وقبطية لها.

## اعتبره كتاب قانوني ومن ثم حذفه
بعد أن اعتبر البعض كتب الراعي لهرماس، والديداكي، ورسالة أكليمنضس، ورسالة برنابا، ورؤيا بطرس، على أنها أسفار قانونية، أصرَّت الكنيسة على شرط أساسي للموافقة على قانونية السفر، وهو أن يكون الكاتب أحد رسل المسيح، وليس أي شخص آخر، حتى لو كان من الآباء الرسوليين، وهذا ما دفع الكنيسة لإخراج بعض الأسفار التي اعتبرها البعض في وقت ما أنها أسفار قانونية، وهذا عين ما جاء في الترجمة اليسوعية أيضًا في نفس الموضع: "ويبدو أن مقياس نسبة المؤلَّف إلى الرسل استعمل استعمالًا كبيرًا، ففُقد رويدًا رويدًا كل مؤلَّف لم تثبت نسبته إلى رسول من الرسل ما كان له من الحظوة. فالأسفار التي ظلت مشكوكًا في صحتها، حتى القرن الثالث، هيَ تلك الأسفار نفسها التي قام نزاع على صحة نسبتها إلى الرسل في هذا الجانب، وذلك من الكنيسة"